# Tweede Tempel

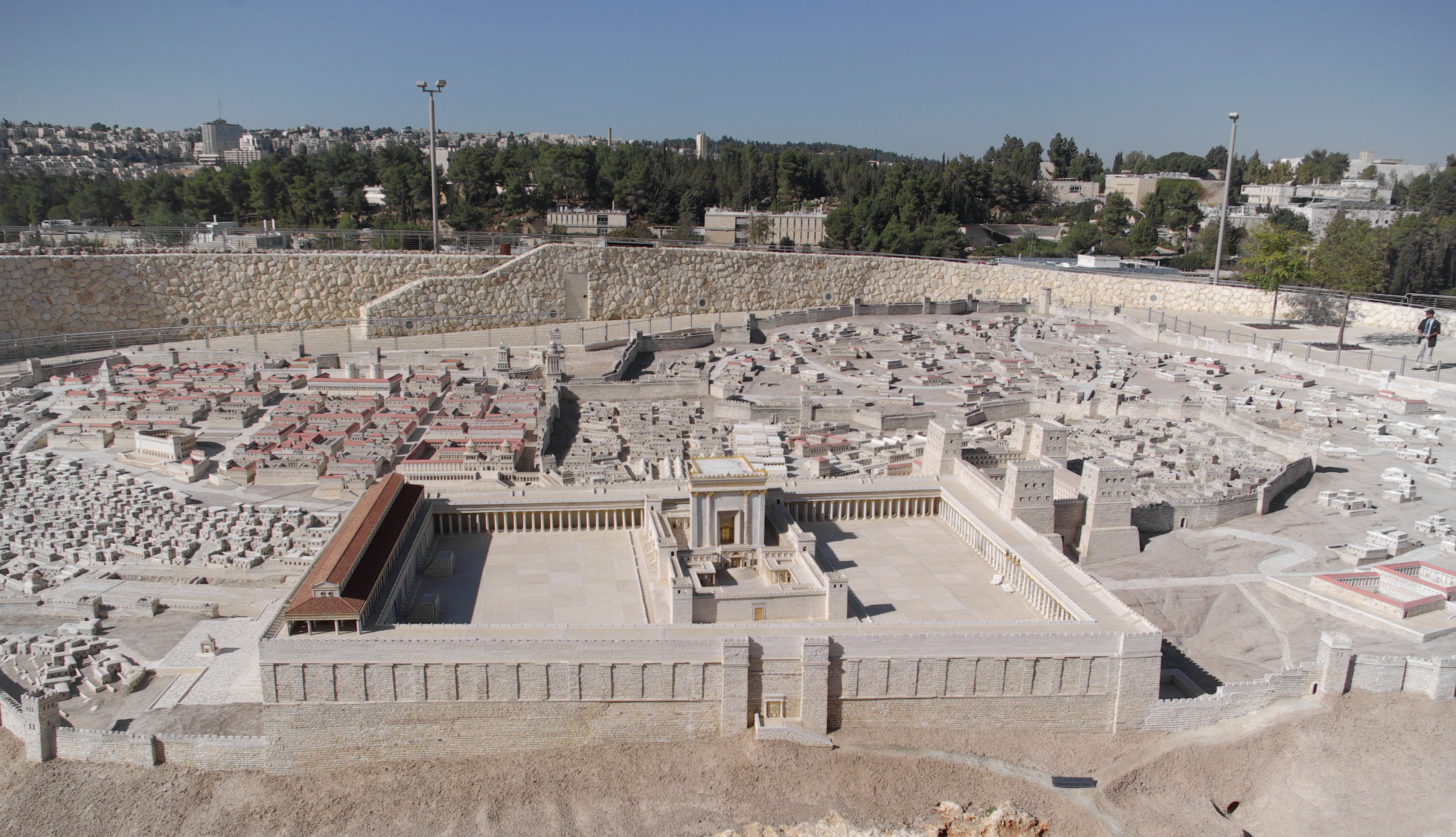
Maquette van de Tweede Tempel zoals die er in 66 uitzag (Israëlmuseum te Jeruzalem)

De Tweede tempel (Hebreeuws: בֵּית־הַמִּקְדָּשׁ הַשֵּׁנִי, Beit HaMikdash HaSheni), ook wel Tempel van Herodes, was de tweede Joodse tempel. De Tweede tempel heeft 585 jaar bestaan, van 516 v.Chr. tot 70 n.Chr., hoewel sommige joodse kringen geloven dat de Tweede tempel slechts 420 jaar bestond, van 352 v.Chr. – 68 n.Chr. De periode van de Tweede tempel wordt ook wel Zugot genoemd.

## Bouw
De eerste tempel, de tempel van Salomo, werd verwoest bij de vernietiging van Jeruzalem door de legers van Nebukadnezar II in 587 v.Chr. Na de verovering van het Babylonische rijk stonden de Perzen de bouw van een tempel toe. Dit werd onder Zerubbabel ter hand genomen. De tempel zou ingewijd zijn op 12 maart 515 v.Chr., waarna ook de tempeldienst met zijn offerandes hervat kon worden. In het boek van Ezra wordt vermeld dat deze tempel veel bescheidener was dan de tempel van Salomo en er werd zelfs gehuild als men dacht aan de prachtige tempel van weleer.
De Perzen gaven een deel van de geroofde tempelinventaris terug. In deze tempel heeft de ark van het verbond nooit gestaan, omdat deze vanaf de periode rond de verwoesting van de Tempel van Salomo verdwenen was.

## Opnieuw gewijd
Antiochus IV Epiphanes, de koning van de hellenistische Seleuciden, eiste na een opstand in 168 v.Chr. de tempel op voor de dienst aan Zeus en liet er varkens slachten. Een grotere belediging voor de joodse godsdienst is haast niet denkbaar en dit vormde de aanleiding voor de Makkabeese opstand (167 v.Chr.), die uiteindelijk leidde tot een korte periode van onafhankelijkheid onder het huis der Hasmoneeën. Reeds in de eerste jaren van deze opstand veroverde Judas Makkabeüs de tempel op de Seleuciden. De tempel werd gereinigd en opnieuw ingewijd (164 v.Chr.). Joden herdenken deze gebeurtenis met het chanoekafeest.

## Tempel van Herodes
De Tweede tempel werd diverse malen uitgebreid en gerenoveerd. Nadat de Romeinen een definitief einde gemaakt hadden aan het Hasmonese rijk, werd Herodes I in 63 v.Chr. vazalkoning van Judea. Aan het begin van zijn regering bouwde hij direct naast de tempel de Antoniaburcht. In zijn negentiende regeringsjaar (20-19 v.Chr.) startte hij een ambitieuze herbouw van de tempel, waarbij het tempelcomplex op de Tempelberg flink werd uitgebreid, gerestaureerd en verfraaid. In 10/9 v.Chr. werd de tempel opnieuw in gebruik genomen. Bieke Mahieu dateert het werk aan het tempelgebouw zelf vanaf 25 v.Chr. en dat aan de omringende gebouwen op 19 v.Chr., waarbij de wijding van beide in november 18 v.Chr. zou hebben plaatsgevonden. De bouwactiviteiten duurden nog voort tot ver in de eerste eeuw n.Chr. Volgens Johannes 2:20 was er in de tijd van Jezus al 46 jaar aan gewerkt. De tempel en voorhoven waren pas geheel af in het jaar 64. Toen de tempel eindelijk voltooid was, gold hij als een van de schitterendste architectuurcomplexen van het Romeinse Rijk en trok van heinde en verre bewonderaars. Ook in het Nieuwe Testament wordt aan de pracht van de tempel gerefereerd.

## Verwoesting

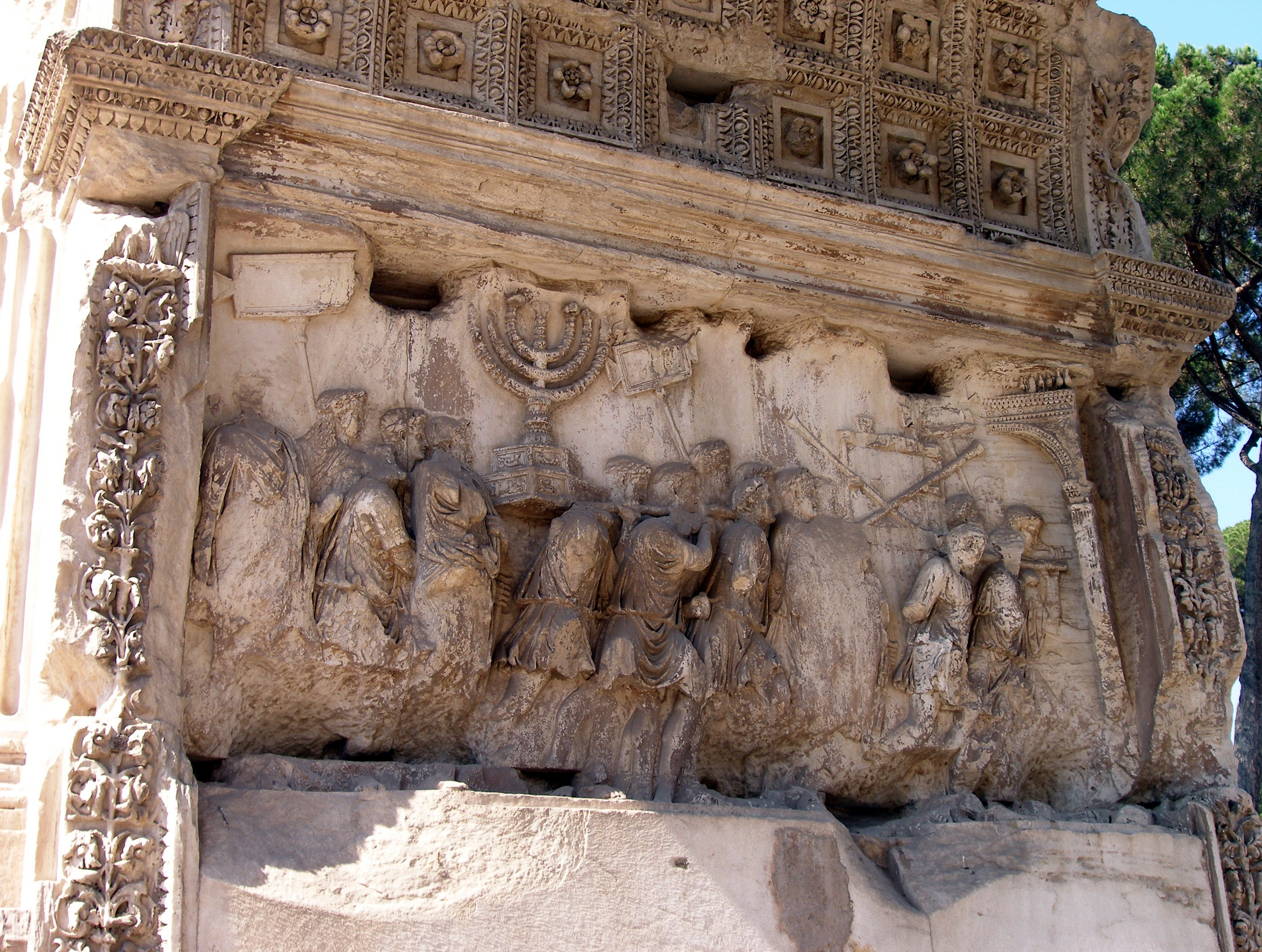
Titusboog, Rome. Voorwerpen uit de tempel van Jeruzalem worden als krijgsbuit meegevoerd

Slechts zes jaar na de voltooiing in het jaar 64, werd in 70 de tempel door de Romeinen onder leiding van Titus verwoest. In Rome staat nog de ereboog van Titus als herinnering hieraan. De Westmuur, die oorspronkelijk onderdeel was van de gigantische muur die het plateau waarop de tempel stond omringde en ondersteunde, bleef staan en is het enige wat nog aan de tempel herinnert. Het was een deel van een later toegevoegd terras. Deze werd een traditionele plaats om de verwoesting van de tempel te betreuren en te bidden voor de wederopbouw ervan evenals voor persoonlijke gebeden, en wordt daarom ook wel de Klaagmuur genoemd. Men denkt dat er nog meer overblijfselen zijn, namelijk onder het tempelplein met de Rotskoepel en de Al-Aqsamoskee.
De offerdienst kon ook niet meer uitgevoerd worden, en de belangrijkste overige religieuze taken werden overgenomen door de synagogen - wat ook al voor de verwoesting van de tempel speelde. Tijdens de Bar Kochba-opstand tegen de Romeinen tussen 132 en 135 wilden Sjimon bar Kochba en rabbi Akiva de tempel herbouwen. Deze opstand mislukte echter en als gevolg daarvan werden Joden in 135 uit Jeruzalem verbannen. Keizer Julianus Apostata stond ruim 200 jaar later herbouw van de tempel toe, maar met de aardbeving in Galilea van 363 werden alle pogingen tot herbouw gestaakt.
Na de verovering van Jeruzalem door de moslims in de 7e eeuw, gaf kalief Abd al-Malik opdracht tot de bouw van een islamitische schrijn op de Tempelberg, de Rotskoepel. Deze schrijn staat sinds 691 op deze berg. De Al-Aqsamoskee werd rond dezelfde tijd gebouwd op de plaats waar eerder het voorhof van de tempel was.